# بيرل ستيوارت
بيرل ستيوارت (بالإنجليزية: Pearl Stewart)‏ هي محرِّرة وصحفية أمريكية، ولدت في 1950.